# The Wolverine (film)

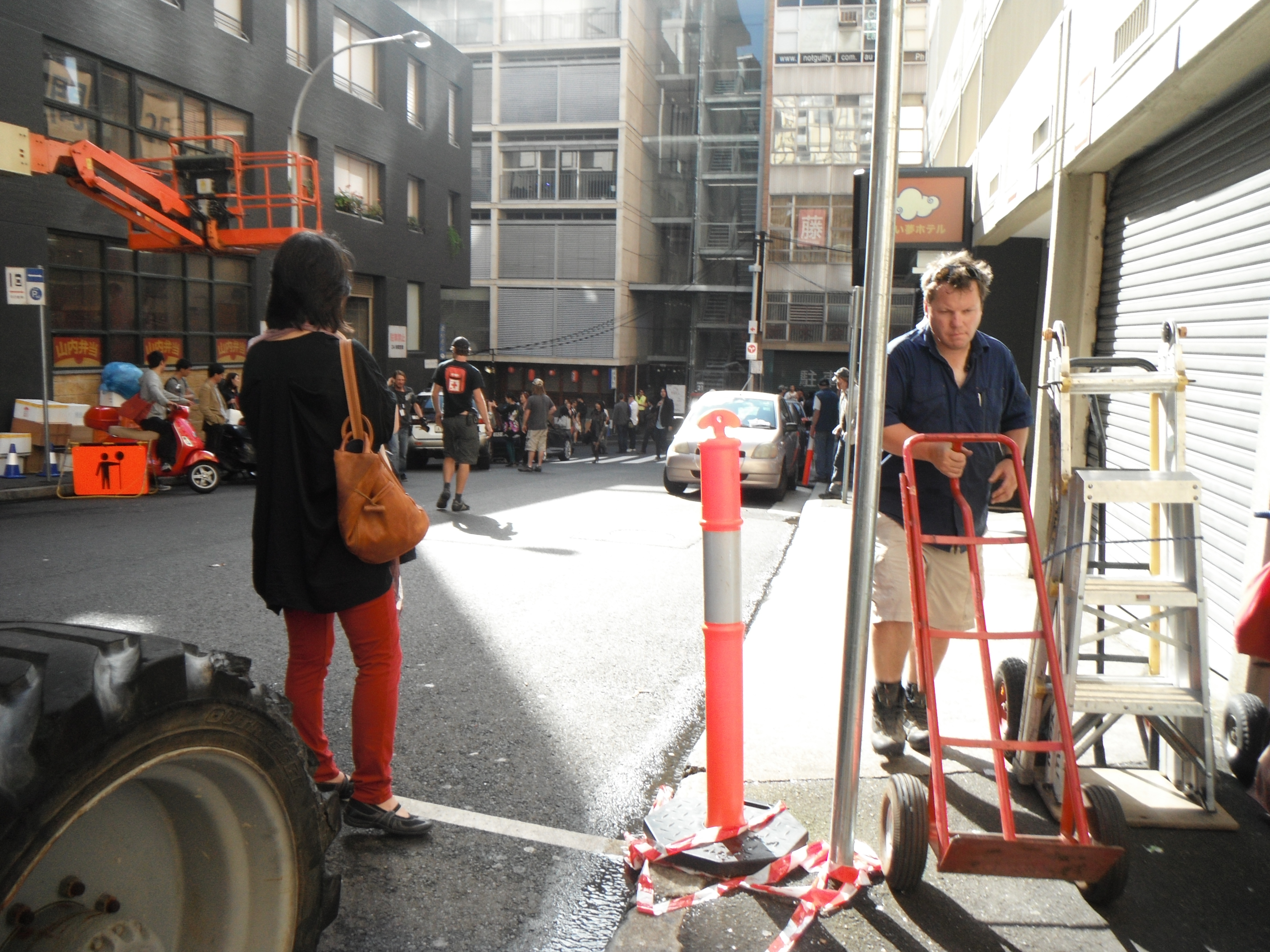
Crew van The Wolverine aan het werk op de filmset

The Wolverine is een superheldenfilm uit 2013, gebaseerd op het personage Wolverine van Marvel Comics. Het is de zesde film in de X-Men-filmserie, en de tweede solofilm rondom het personage Wolverine. Chronologisch speelt de film na X-Men: The Last Stand. De rol van Wolverine wordt wederom vertolkt door Hugh Jackman.
De film is geregisseerd door James Mangold. De première was in juli 2013. Het script is deels gebaseerd op de stripserie Wolverine van Chris Claremont en Frank Miller.

## Verhaal
De film begint in 1945. Wolverine is een krijgsgevangene in een Japans concentratiekamp nabij Nagasaki. Tijdens de Amerikaanse aanval met een atoombom redt Wolverine een legerofficier genaamd Yashida van de explosie.
In het heden heeft Wolverine zich teruggetrokken als kluizenaar in Yukon. Hij wordt nog altijd geplaagd door herinneringen aan Jean Grey en hoe hij gedwongen was haar te doden in X-Men: The Last Stand. Hij krijgt bezoek van de mutant Yukio, die gestuurd is door Yashida, die nu CEO is van een groot bedrijf. Yashida wil dat Logan naar Japan komt zodat hij hem kan belonen voor zijn hulp in 1945. In Tokio wordt Logan opgewacht door Yashida's zoon Shingen en kleindochter Mariko. Yashida, die stervende is als gevolg van kanker, wil dat Logan zijn genezende kracht aan hem overdraagt. Zodoende kan Yashida genezen en zal Logan zijn onsterfelijkheid, die hij meer als een vloek dan een zegen beschouwt, verliezen. Logan weigert echter. Die nacht dient Yashida's arts, Dr. Green (alias Viper), Logan iets toe. Logan doet het voorval echter af als een droom.
De volgende dag hoort Logan dat Yashida gestorven is. Op de begrafenis doet een aantal leden van de Yakuza een poging om Mariko te ontvoeren, maar Logan kan haar redden. Logan raakt gewond en merkt dat zijn wonden niet meer zo snel genezen als vroeger. Ondertussen geeft Viper Yashida's bodyguard Harada de opdracht om Logan en Mariko te vinden. Die blijken inmiddels naar Yashida's huis in Nagasaki te zijn gegaan, en beginnen langzaam gevoelens voor elkaar te krijgen. Yukio krijgt een visioen waarin ze Logan ziet sterven, en wil hem waarschuwen, maar voor ze arriveert wordt Mariko door de Yakuza gevangen. Logan en Yukio ontdekken dat Mariko's verloofde, de corrupte minister van justitie Noburo Mori, achter de ontvoering zit. Hij speelt onder één hoedje met Shingen omdat Yashida zijn bedrijf heeft nagelaten aan haar en niet aan Shingen.
Mariko wordt naar Shingen gebracht, maar een groep ninja's geleid door Harada neemt haar mee. Logan en Yukio arriveren niet veel later, en ontdekken wat Viper met Logan gedaan heeft: ze heeft een robotische parasiet in zijn lichaam aangebracht, die zijn genezende kracht onderdrukt. Logan verwijdert het ding, waarbij hij zelf bijna sterft. Shingen valt de twee aan, maar Logan kan hem verslaan. Vervolgens volgt hij Mariko's spoor naar het geboortedorp van Yashida, waar hij gevangen wordt door Harada's ninja's. Viper is daar ook en stelt Logan voor aan de Silver Samurai, een krijger gemodelleerd naar een Japanse Samoerai, gewapend met een adamantiumzwaard.
Een laatste gevecht breekt uit waarbij Harada omkomt, Viper gedood wordt door Yukio, en Logan de Silver Samurai bevecht. De samurai snijdt Logans adamantium klauwen af en onthult dat hij niemand minder is dan Yashida, die zijn dood slechts in scène had gezet en nog altijd Logans genezende kracht wil. Mariko steekt Yashida met Logans afgehakte klauwen. Logan regenereert zijn klauwen, die nu echter weer van bot zijn in plaats van adamantium, en doodt Yashida. Vervolgens valt hij van uitputting flauw en krijgt hij een laatste visioen van Jean Grey. Hij kan eindelijk vrede hebben met wat haar is overkomen.
Mariko wordt de nieuwe CEO van Yashida Corporation. Logan keert terug naar Amerika. In een bonusscène na de aftiteling wordt hij op het vliegveld opgewacht door Magneto en Charles Xavier (die weer tot leven is gewekt), die hem waarschuwen dat een nieuw groot gevaar dreigt voor de mutanten.

## Rolverdeling
- Hugh Jackman – Logan / Wolverine
- Tao Okamoto – Mariko Yashida
- Hiroyuki Sanada – Shingen Yashida
- Rila Fukushima – Yukio
- Svetlana Khodchenkova – Viper / Dr. Green
- Will Yun Lee – Kenuichio Harada
- Brian Tee – Noburo Mori
- Hal Yamanouchi – Meester Yashida
  - Ken Yamamura – jonge Yashida
- Famke Janssen – Jean Grey
- Qyoko Kudo – Aya
- Ian McKellen – Magneto (onvermelde cameo)
- Patrick Stewart – Charles Xavier (onvermelde cameo)

## Productie
In september 2009 maakte regisseur Gavin Hood bekend dat er een vervolg gepland stond voor X-Men Origins: Wolverine, dat zich af zou spelen in Japan. Een van de bonusscènes in deze film toont Wolverine dan ook in een bar in Japan. Met deze keuze voor de locatie viel de keuze voor het verhaal al snel op een verfilming van de stripserie Wolverine uit 1982, die zich eveneens in Japan afspeelt. Christopher McQuarrie werd in augustus 2009 benaderd om het script te schrijven. In maart 2010 voltooide hij zijn script. Voor de regie werden onder andere Bryan Singer, Darren Aronofsky, Jose Padilha, Doug Liman, Antoine Fuqua, Mark Romanek, Justin Lin, Gavin O'Connor, James Mangold en Gary Shore overwogen, alvorens James Mangold de baan kreeg.
Hoewel Hugh Jackman zelf de film aanvankelijk aankondigde als een vervolg op Origins, zag Aronofsky de film meer als een opzichzelfstaande productie. De zeebeving in 2011 vertraagde de productie. In augustus 2011 kondigde The Vancouver Sun aan dat de opnames plaats zouden vinden van 11 november 2011 tot 1 maart 2012 in het Canadian Motion Picture Park in Burnaby, British Columbia. Vrijwel direct na deze aankondiging werden de opnames uitgesteld naar het voorjaar van 2012, zodat Jackman eerst Les Misérables kon voltooien.
In juli 2012 werden acteurs Hiroyuki Sanada, Hal Yamanouchi, Tao Okamoto en Rila Fukushima gecast als respectievelijk Shingen, Yashida, Mariko en Yukio.
De opnames gingen uiteindelijk van start op 30 juli 2012, met een productiebudget van 120 miljoen dollar. De eerste opnames vonden plaats op Bonna Point Reserve in Kurnell, dat dienstdeed als decor voor het Japanse concentratiekamp. Op 25 augustus 2012 begonnen de opnames in Tokio, waaronder bij de Tokio Tower, en de Zōjō-ji. Ook het Fukuyama Station in Hiroshima deed dienst als filmlocatie. Op 8 oktober 2012 keerden de cast en crew terug naar Sydney voor opnames in Erskine Street. In de weken erop werden opnames gemaakt in Parramatta, dat door moest gaan voor een Japanse stad. Rond dezelfde tijd werd bekend dat de film zich chronologisch af zou gaan spelen na X-Men: The Last Stand, en dus geen direct vervolg zou zijn op Origins. De laatste opnames vonden plaats in Montreal.
In oktober 2012 werd bekend dat de film ook in 3D zou worden uitgebracht, waarmee het de eerste 3D-productie werd van Twentieth Century Fox's Marvel-films. Voor het realistisch weergeven van de atoombomaanval op Nagasaki, bestudeerden de producenten naast archiefbeelden van de echte aanval ook beelden van vulkaanuitbarstingen. De scènes gefilmd in Sydney kregen later via computeranimatie een nieuwe achtergrond om de indruk te wekken dat de acteurs in Japan waren. De vechtscène op het dak van een Shinkansen werd gefilmd in een studio tegen een greenscreen en werd later gecombineerd met beelden gemaakt op een snelweg bij Tokio. De Silver Samurai in de film is geheel computeranimatie. De bewegingen voor het personage werden gemaakt door stuntman Shane Rangi in een motion capturepak.

## Muziek
In september 2012 werd Marco Beltrami, die al eerder samenwerkte met Mangold aan 3:10 to Yuma, benaderd om de filmmuziek te componeren. De soundtrack van de film omvat de volgende nummers:

Alle muziek is geschreven door Marco Beltrami.
| Nr. | Titel                  | Duur |
| --- | ---------------------- | ---- |
| 1.  | A Walk in the Woods    | 1:02 |
| 2.  | Threnody for Nagasaki  | 1:15 |
| 3.  | Euthanasia             | 1:36 |
| 4.  | Logan's Run            | 3:56 |
| 5.  | The Offer              | 3:15 |
| 6.  | Arriving at the Temple | 2:10 |
| 7.  | Funeral Fight          | 4:22 |
| 8.  | Two Handed             | 4:04 |
| 9.  | Bullet Train           | 1:31 |
| 10. | The Snare              | 1:32 |
| 11. | Abduction              | 2:11 |
| 12. | Trusting               | 1:54 |
| 13. | Ninja Quiet            | 3:40 |
| 14. | Kantana Surgery        | 3:50 |
| 15. | The Wolverine          | 2:21 |
| 16. | The Hidden Fortress    | 5:02 |
| 17. | Silver Samurai         | 3:27 |
| 18. | Sword of Vengeance     | 4:32 |
| 19. | Dreams                 | 1:21 |
| 20. | Goodbye Mariko         | 1:01 |
| 21. | Where To?              | 2:25 |
| 22. | Whole Step Haiku       | 2:08 |

## Uitgave en ontvangst
Op 29 oktober 2012 gaven James Mangold en Hugh Jackman een live-chat vanaf de set van de film. Op 27 maart 2013 werd de eerste trailer uitgebracht voor de Amerikaanse markt.
The Wolverine werd in de meeste landen op 24 juli 2013 uitgebracht in zowel 2D als 3D. De Australische première volgde een dag later, en de Amerikaanse première op 26 juli. De film kreeg overwegend positieve recensies. Op Rotten Tomatoes gaf 68% van de recensenten de film een goede beoordeling. Op Metacritic kreeg de film op basis van 43 recensies een score van 60 punten op een schaal tot 100. Filmcriticus Richard Roeper gaf de film een "B+"-waardering en prees Jackmans acteerwerk. Christy Lemire, een filmcriticus die schrijft voor de website van wijlen Roger Ebert, prees de actiescènes en kostuums voor de film. The Guardian was echter minder lovend, en gaf de film 2 uit 5 sterren.
Per 1 september 2013 heeft The Wolverine wereldwijd $358.200.000 opgebracht.